# Мануел Мачадо
Мануел Мачадо (на испански: Manuel Machado y Ruiz, Мануел Мачадо и Руис) е испански поет, драматург и журналист. Брат на Антонио Мачадо.

## Биография и творчество
Роден на 29 август 1874 г. в Севиля, Испания.
Син на андалусийския фолклорист Демофило, той става широко известен благодарение на своята популярна поезия, вдъхновена от традиционния фолклор, както е в „Песен из дълбините“ от 1912 г. („Cante hondo“). Заедно с брат си обединяват усилия в написването на няколко пиеси в стихове, включително „Изтезанията на съдбата или Хулиянийо Валкарсел“ от 1926 г. („Desdichas de fortuna o Julianillo Valcárcel“), както и „La Lola se va a los puertos“ от 1930 г. („La Lola Is Seen in Doorways“).
Като млад Мачадо води бохемско съществуване, живее в Париж и става водеща фигура в Испанското Модернистично движение. Поемите му от този период, „Душа“ от 1902 г. („Alma“) разкриват влиянието на символистите и парнасистите, особено на Пол Верлен и Рубен Дарио. „Поема на злото“ от 1909 („El mal poema“) е един от първите опити в испанската поезия за внасянето на идеята за „подлостта на градския живот“ чрез употребата на жаргона и сарказма.
След като сключва брак през 1909 г., Мануел Мачадо става библиотекар и постига успех като журналист. Поддържа националистите в Испанската гражданска война (1936 – 39), докато неговият брат Антонио поддържа републиканците. Директор е на общинския музей на Мадрид от средата на 1920-те до 1944 г.
Умира на 19 януари 1947 г. в Мадрид.